# Biblioteka Uniwersytecka w Poznaniu
Biblioteka Uniwersytecka w Poznaniu – największa biblioteka naukowa w północno-zachodniej Polsce. Jako jedna z 17 w kraju otrzymuje egzemplarz obowiązkowy. Stanowi jednostkę Uniwersytetu im. Adama Mickiewicza powołaną do obsługi jego zadań naukowych i dydaktycznych. W swojej działalności dąży do zapewnienia optymalnego korzystania z niej pracownikom naukowym, doktorantom i studentom Uczelni. Zachowując charakter biblioteki publicznej, jest miejscem przyjaznym dla użytkowników, organizacją otwartą na potrzeby wszystkich, którzy pragną korzystać z jej zasobów. Jest otwarta na współpracę ze środowiskiem nauki i kultury, inicjuje oraz realizuje działania wspomagające budowanie społeczeństwa wiedzy. Oficjalnym skrótem nazwy Biblioteka Uniwersytecka w Poznaniu jest BUP. Dyrektorem biblioteki jest dr Małgorzata Dąbrowicz.
Biblioteka Uniwersytecka wraz z bibliotekami wydziałowymi i instytutowymi tworzy system biblioteczno-informacyjny UAM.

## Status prawny i działalność
Biblioteka jest ogólnouczelnianą jednostką organizacyjną Uniwersytetu im. Adama Mickiewicza w Poznaniu, podległą rektorowi, pełni funkcję ogólnodostępnej biblioteki naukowej.
Do zadań biblioteki należy w szczególności: organizowanie warsztatu naukowo-dydaktycznego Uniwersytetu przez gromadzenie, opracowanie, przechowywanie, ochronę i udostępnianie materiałów bibliotecznych, wspieranie procesów naukowych oraz dydaktycznych realizowanych w Uniwersytecie, udostępnianie zbiorów własnych oraz innych bibliotek krajowych i zagranicznych poprzez uczestniczenie w wypożyczeniach międzybibliotecznych na zasadach określonych w regulaminie udostępniania zbiorów biblioteki, ochrona narodowego i regionalnego zasobu bibliotecznego, tworzenie zasobów cyfrowych, prowadzenie działalności informacyjnej, prowadzenie działalności bibliograficznej, prowadzenie działalności dokumentującej dorobek naukowy pracowników Uniwersytetu, prowadzenie działalności bibliometrycznej, działalności naukowej, dydaktycznej i szkoleniowej, prowadzenie działalności kulturotwórczej oraz usługowej w zakresie określonym w regulaminie biblioteki, doskonalenie zawodowe pracowników Biblioteki i dbałość o stały rozwój ich kompetencji.

## Struktura organizacyjna
Biblioteka Uniwersytecka w Poznaniu tworzy system biblioteczno-informacyjny razem z bibliotekami jednostek organizacyjnych Uniwersytetu im. Adama Mickiewicza w Poznaniu. Od 2024 roku bibliotekę tworzy VII oddziałów, sekcje, pracownie, takie jak: Oddział Gromadzenia i Opracowania Zbiorów, Oddział Przechowywania i Kontroli Zasobu, Sekcja Kontroli Zasobu, Sekcja Przechowywania Zbiorów, Oddział Udostępniania, Sekcja Czytelń, Sekcja Wypożyczeń, Oddział Informacji i Transferu Wiedzy, Oddział Zbiorów Specjalnych, Pracownia Dokumentów Życia Społecznego, Pracownia Komiksu, Pracownia Regionalnego Zasobu Bibliotecznego, Pracownia Rękopisów, Pracownia Starych Druków, Pracownia Zbiorów Ikonograficznych. Pracownia Zbiorów Kartograficznych, Pracownia Zbiorów Masońskich, Pracownia Zbiorów Muzycznych, Archiwum Biblioteki Uniwersyteckiej, Oddział Ochrony Zbiorów, Pracownia Digitalizacji, Pracownia Restauracji Książki, Oddział Informatyzacji. Biblioteka prowadzi  introligatornię.
W skład specjalistycznych bibliotek naukowych UAM wchodzi Biblioteka Collegium Geographicum, Biblioteka Collegium Historicum, Biblioteka Filologiczna NOVUM – Wydziału Neofilologii i Wydziału Anglistyki, Biblioteka Kampusu Ogrody (Nauki Społeczne), Biblioteka Wydziału Biologii Biblioteka Wydziału Chemii, Biblioteka Wydziału Filologii Polskiej i Klasycznej im. Józefa Tomasza Pokrzywniaka, Biblioteka Wydziału Fizyki, Biblioteka Wydziału Matematyki i Informatyki, Biblioteka Wydziału Nauk Politycznych i Dziennikarstwa, Biblioteka Wydziału Prawa i Administracji, Biblioteka Wydziału Teologicznego, Biblioteka Collegium Polonicum w Słubicach, Biblioteka Instytutu Kultury Europejskiej w Gnieźnie, Biblioteka Nadnoteckiego Instytutu UAM w Pile, Biblioteka Wydziału Pedagogiczno-Artystycznego w Kaliszu, Biblioteka Studium Językowego UAM, Ośrodek Kultury Austriackiej – Biblioteka Austriacka.

## Architektura gmachu. Historia i rozbudowa
Zabytkowy neobarokowy gmach Biblioteki Uniwersyteckiej w Poznaniu (dawniej Biblioteki im. Cesarza Wilhelma I) został wzniesiony w latach 1898–1902, według projektu Karla Hinckeldeyna. W literaturze przyjęło się stosowanie terminu stylu „wilhelmińskiego”, który łączy formy renesansu, baroku i klasycyzmu. Gmach reprezentował nowy typ architektoniczny – bibliotekę magazynową z dostępem do książek za pośrednictwem rozbudowanych systemów katalogowych. Koncepcja ta umożliwiła zbudowanie dużej biblioteki na ograniczonym terenie z możliwością rozbudowy. Budynek składa się z dwóch skrzydeł – reprezentacyjnego, frontowego oraz skrzydła tylnego – magazynu książek, przylegającego prostopadle od wschodu. Biblioteka została zlokalizowana na działce po dawnych stajniach artyleryjskich o nieregularnym obrysie. Zbudowanie gmachu reprezentacyjnego o publicznym przeznaczeniu i przewidywanej dużej frekwencji w śródmieściu Poznania, stanowiło duże wyzwanie zarówno dla architekta, jak i kierownika budowy – Georga Zeidlera. Monumentalna, trzynastoosiowa fasada zaprojektowana na wzór budowli pałacowych nawiązuje do późnorenesansowych włoskich realizacji, którą podkreśla portal i bogata forma oprawy okna na pierwszym piętrze. Skrzydło frontowe jest trójkondygnacyjne, nakryte dachem czterospadowym. Dominantę wnętrza stanowi otwarta, nakryta przeszklonym dachem przestrzeń reprezentacyjnych schodów prowadzący na piętro. Reprezentacyjna klatka schodowa pełni funkcję łącznika między budynkami. Magazyn książek jest siedmiokondygnacyjny z użytkowym poddaszem, nakrytym dachem dwuspadowym. Oba skrzydła zostały podpiwniczone. Wnętrze użytkowe dla czytelników mieściło na parterze salę wykładową, szatnię, pokój prelegenta. Na I piętrze wypożyczalnię – pomieszczenie z szeroką arkadą maskującą szyb niewielkiej windy towarowej oraz pocztę neumatyczną i pomieszczenie na księgozbiór podręczny, Od południa na I piętrze ulokowano czytelnię główną z księgozbiorem podręcznym oraz czytelnią czasopism z szafami, oba z drewnianymi galeriami. Po przeciwnej stronie znajdował się gabinet dyrektora, a od frontu obszerny pokój studiów, sąsiadujący z katalogiem.

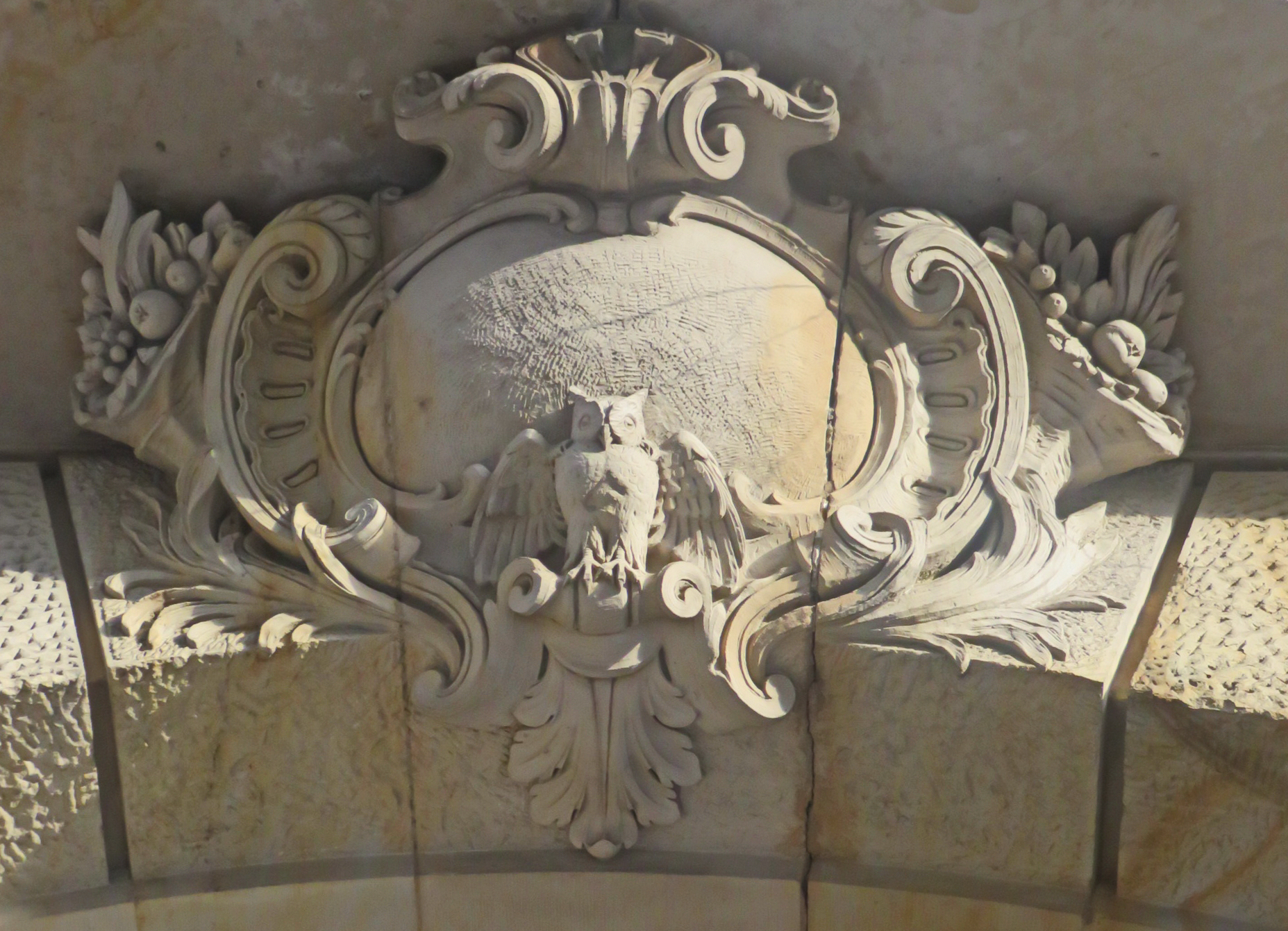
Sowa jako symbol mądrości – emblemat w portalu wejściowym Biblioteki Uniwersyteckiej w Poznaniu

Przejęty przez Uniwersytet Poznański gmach po Kaiser-Wilhelm-Bibliothek szybko stał się zbyt mały i funkcjonalnie niedostosowany do wzrastającej każdego roku liczby czytelników, zbiorów i realizowanych przez bibliotekę usług. W okresie międzywojennym dyrektor Stefan Vrtel-Wierczyński rozpoczął kampanię na rzecz rozbudowy zaplecza magazynowego Biblioteki Uniwersyteckiej w Poznaniu. Pierwotny magazyn, zaplanowany na 250–300 tys. woluminów, był już zajęty. Zamierzał zrealizować dawną pruską koncepcję – dobudowania na dziedzińcu równoległego do fasady skrzydła magazynowego. Pomysł ten nie został wykorzystany. Natomiast zmieniono układ magazynowania zbiorów, odchodząc od ich dziedzinowego ustawienia z dodatkowym miejscem na nowe nabytki. Odtąd dodawane były w ciągu bieżącego numeru inwentarzowego. Książki zajęły inne pomieszczenia. W 1928 zrezygnowano z utrzymywania własnej elektrowni i podłączono budynek do sieci miejskiej. Podjęto decyzję o zmianach organizacji przestrzeni bibliotecznej. W 1931 w dawnej czytelni prasy i gazet bieżących powstała na I piętrze Czytelnia Profesorska, a w 1933 parterową salę wykładową przeorganizowano na Czytelnię czasopism. Czytelnia zaprojektowana przez Karola Maszkowskiego, dyrektora Szkoły Zdobniczej w Poznaniu była połączona z Czytelnią główną krętymi schodami.
Po II wojnie światowej budynki przylegające do gmachu od strony północnej uległy zniszczeniu. Powstała koncepcja budowy nowego gmachu, przylegającego do fasady od południa oraz budowy nowego magazynu, równoległego do dotychczasowego skrzydła magazynowego. Rozbudowa miała być realizowana w l.1948-55, jednak prace przerwano po 3 latach. W 1952 roku oddano do użytku pięciokondygnacyjny nowy gmach, który mieścił pomieszczenia usługowo-biurowe i nową czytelnię ze świetlikiem na czwartym, ostatnim piętrze. Początkowo w nowym gmachu mieściły się biura Zarządu Inwestycji Szkół Wyższych. Elewacja frontowa powstałego po wojnie budynku zaskakuje prostotą. Wyraźnie wyodrębniono kondygnację parterową z dziewięcioma wielkimi prostokątnymi oknami. Powyżej trzykondygnacyjna i 18-osiowa część biurowa miała być urozmaicona gzymsem, zwieńczona balustradą pseudoattyki i ścianą z rzeźbami w okrągłych niszach, jednak projektu nie ukończono. Niestety przerwano budowę magazynu z powodu sytuacji ekonomicznej Polski, a w jego miejsce powstał piętrowy barak pełniący funkcję magazynu.
Istniejący nowy ośmiopiętrowy magazyn biblioteki wzniesiono w 1992 roku. Oba magazyny zostały połączone na wysokości przeszklonym łącznikiem. W nowym magazynie wydzielono dwa klimatyzowane piętra na zbiory zaliczane do Narodowego Zasobu Bibliotecznego, stare druki. W 1999 roku w nowym gmachu oddano do użytku nowoczesną Wypożyczalnię z wolnym dostępem do półek. W gmachu głównym powstała nowa Czytelnia Nauk Prawno-Ekonomicznych. W 2010 hol gmachu oraz pomieszczenia Katalogu i Czytelni czasopism w zostały odnowione w ramach projektu rewitalizacji obiektów UAM ze środków UE. W przestrzeni czytelniczej ulokowano windę z poziomu szatni do I piętra, co poprawiło dostęp do zbiorów dla osób z niepełnosprawnościami. Dokonano gruntownej modernizacji Czytelni czasopism, zbudowano szklano-metalową galerię na podstawie planu architekta Jacka Wilczka. W 2014 otwarto przestrzeń strefy relaksu nazwaną „BU-kawka” obok Czytelni czasopism, pełni ona funkcję kawiarni i miejsca spotkań towarzyskich, swobodnej wymiany myśli i dyskusji naukowych. W przestrzeni zamykającej korytarz założono – Galerię Biblioteki Uniwersyteckiej. Od 2016 roku Czytelnię czasopism przekształcono na Czytelnię NOVA Komiksów i Gazet, w związku bogatą kolekcją komiksów i rosnącym nią zainteresowaniem.
Obecnie w Bibliotece Uniwersyteckiej w Poznaniu znajduje się pięć czytelni – cztery w gmachu głównym: Czytelnia Nauk Społecznych, NOVA. Czytelnia Komiksów i Gazet, Czytelnia Nauk Humanistycznych, Czytelnia Pracowników Nauki oraz w gmachu nowym: Czytelnia Zbiorów Specjalnych i Regionalnych.

## Historia

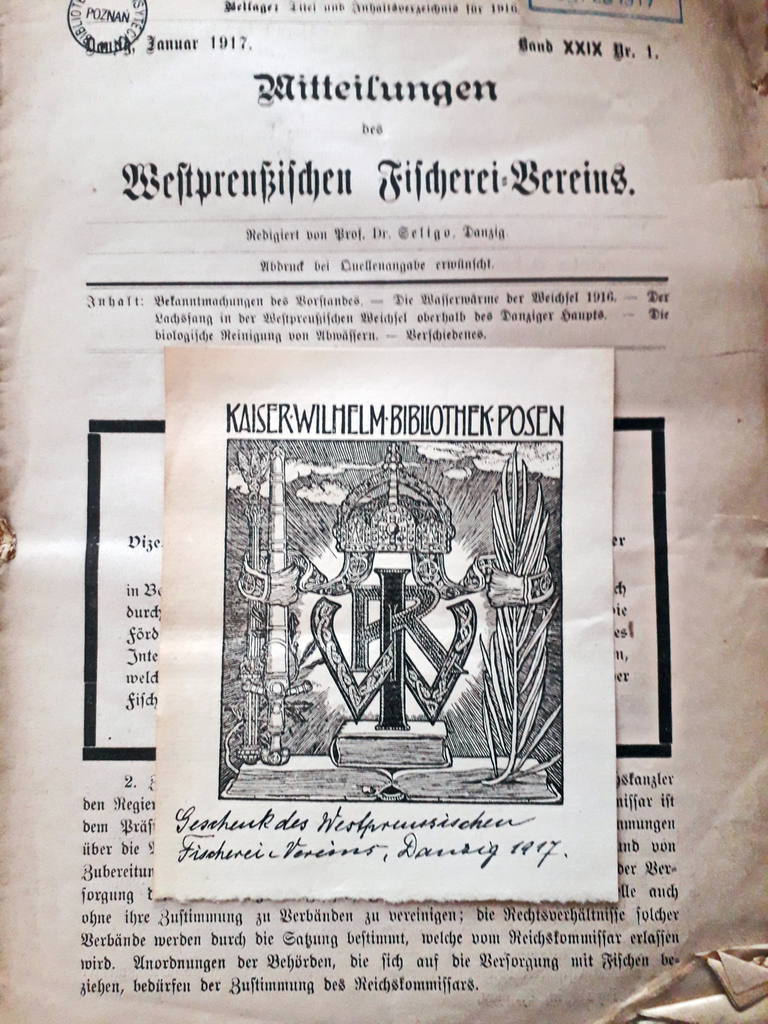
Exlibris KWB z adnotacją o Darczyńcy zbioru czasopism

### Kaiser-Wilhelm-Bibliothek 1902-1918
Gdy Poznań był jeszcze w zaborze pruskim, powstała niemiecka Kaiser-Wilhelm-Bibliothek. Jej to Biblioteka Uniwersytetu Poznańskiego zawdzięcza lokalizację i architekturę oraz początki zbiorów.
Biblioteka Cesarza Wilhelma oddana została do użytku 14 listopada 1902. Była ona realizacją tzw. Hebungspolitik, termin oznaczający „podniesienie cywilizacyjne” prowincji wschodnich, i od początku porównywano jej powstanie do założenia niemieckiej biblioteki uniwersyteckiej w Strasburgu po przejęciu nowej „prowincji zachodniej”, Alzacji przez Niemcy w 1871.
W 1903 powstała w Poznaniu Akademia Królewska nie posiadająca pełnych praw uniwersyteckich; dyrektor Kaiser-Wilhelm-Bibliothek Rudolf Focke był jednym z jej założycieli i profesorów. Pod jego kierownictwem biblioteka pełniła rolę zarówno naukowej, jak i publicznej. Organizacja biblioteki naśladowała wzory pruskie, z kartkowymi katalogami alfabetycznym i systematycznym. Katalog systematyczny ułożony został na wzór schematu Biblioteki Uniwersyteckiej w Halle. Oprócz wypożyczalni, biblioteka oferowała dwie czytelnie, główną i czasopism; czytelnia główna oferowała 60 miejsc i księgozbiór podręczny. Czytelnie i wypożyczalnia otwarte były początkowo w godzinach 09.00-13.00, 17.00-22.00, a w niedzielę 06.00-22.00. Oprócz tego od 1903 funkcjonowała Biblioteka Wędrowna (obwoźna) dla prowincji. Stan księgozbioru, który w 1919 przeszedł w ręce polskie wynosił 270 000 tomów, nie licząc 10 000 jeszcze nieskatalogowanych. Wbrew wcześniejszemu apelowi w Posener Zeitung, 90% księgozbioru stanowiły druki niemieckojęzyczne. Nowa biblioteka cieszyła się rosnącą liczbą czytelników, także z Akademii Królewskiej którą wspomagała także jako miejsce wykładów.

### Biblioteka Uniwersytecka 1919-1939
Podczas Powstania Wielkopolskiego Wydział Wykonawczy Rady Robotników i Żołnierzy upoważnił Antoniego Bederskiego, dyrektora Biblioteki Raczyńskich do prowadzenia wszystkich bibliotek publicznych w Poznaniu; na mocy tego upoważnienia, a od 28 kwietnia 1919 oficjalnie Antoni Bederski przejął zarząd nad Biblioteką. 1 maja 1919 zarządzeniem Komisariatu Naczelnej Rady Ludowej zwolniono niemieckich pracowników, a na dyrektora Biblioteki powołano dr Edwarda Kuntzego, kustosza Biblioteki Jagiellońskiej. Jednocześnie zmieniono nazwę instytucji na Biblioteka Uniwersytecka Uniwersytetu Poznańskiego (w tym okresie, Uniwersytet posiadał również wydziały: lekarski, rolniczy oraz sekcję wychowania fizycznego, które po II wojnie światowej przekształciły się w osobne uczelnie). Formalne przejęcie Biblioteki przez Uniwersytet dokonało się 30.06.1919. Dyrektor Kuntze w 1927 przeszedł na stanowisko dyrektora Biblioteki Jagiellońskiej, stanowisko w Poznaniu objął zaś prof. Stefan Vrtel-Wierczyński, a gdy ten objął w 1937 stanowisko dyrektora Biblioteki Narodowej, do końca roku obowiązki jego pełniła dr Bożenna Szulc-Golska, po niej zaś prawnik, prof. dr Jan Józef Bossowski. Z początkiem marca 1939 stanowisko dyrektora objął prof. Aleksander Birkenmajer.

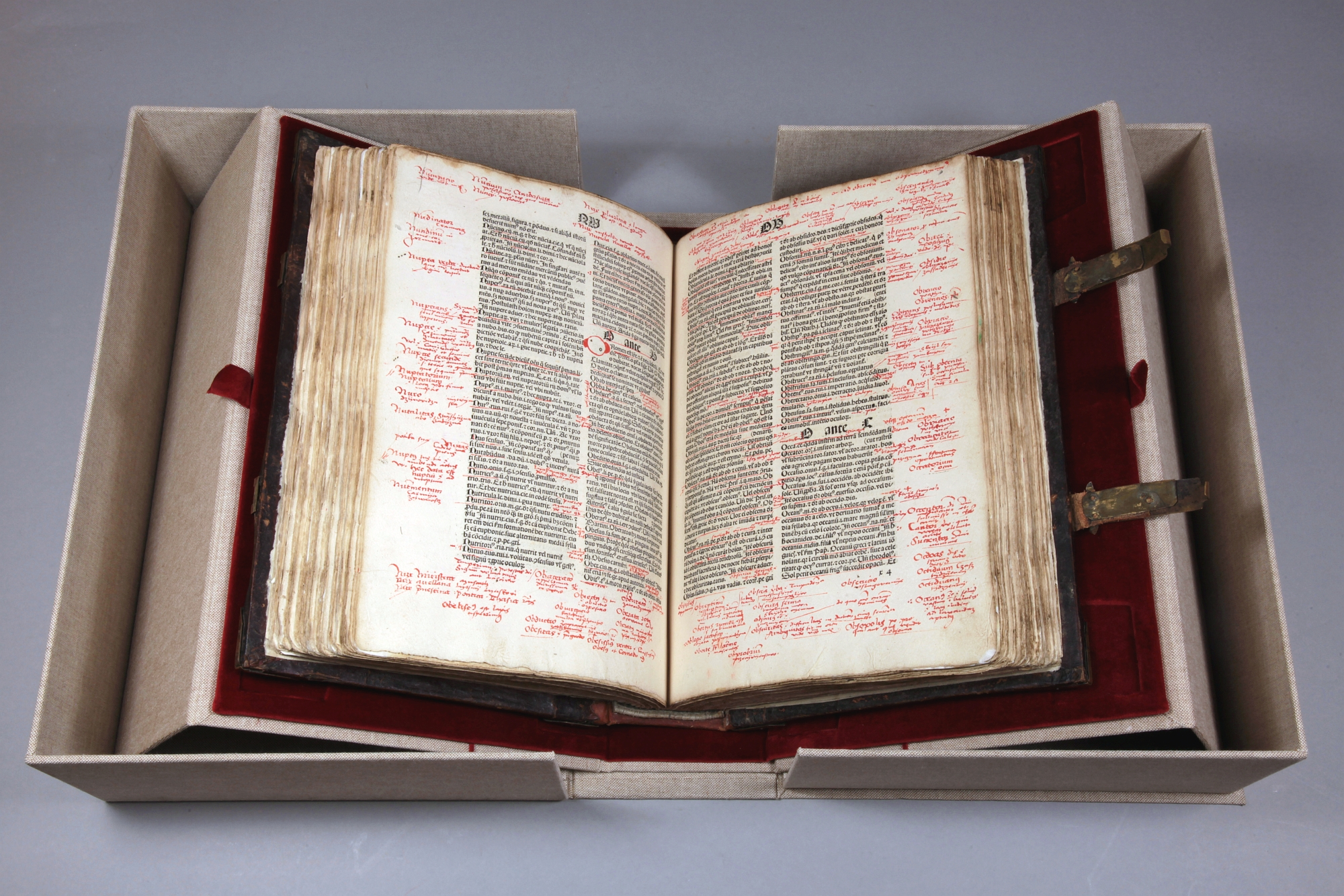
Rękopiśmienny „Słownik” Bartłomieja z Bydgoszczy z 1544 roku wpisany na kartach inkunabułu: Reuchlin Johann, Vocabularius berviloquus etc., Strasbourg, [Typographus Iordani = Georgius Husner], 14 VI 1488 (zbiory Biblioteki Uniwersyteckiej w Poznaniu)

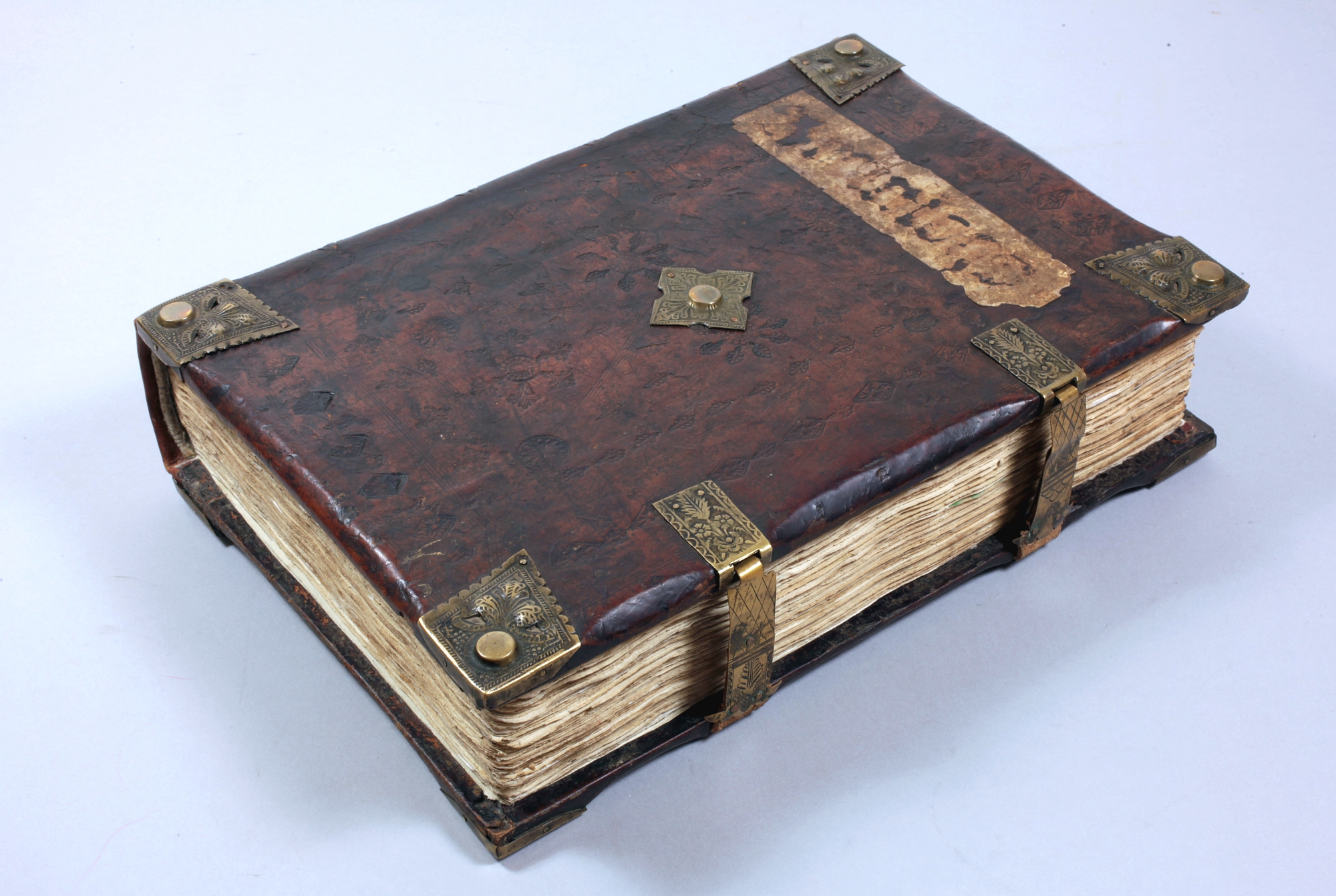
Vocabularis breviloquus Johanna Reuchlina z adnotacjami Bartłomieja z Bydgoszczy – oprawa

Zbiory Kaiser-Wilhelm-Bibliothek były dość bogate, by stanowić podstawę nowej biblioteki uczelnianej; w szczególności zawierały one dużo literatury dotyczące historii regionu, lecz także szeroko rozumianej filologii klasycznej i nowożytnej (ale nie słowiańskiej). Wyłączono z nich jedynie nienaukową bibliotekę objazdową (Wanderbibliothek) o charakterze popularnym i germanizacyjnym. Nie było sprzeciwu wobec naukowej literatury w języku niemieckim, gdyż wiedziano, że będzie ona przydatna dla wychowanych w zaborze pruskim lub austriackim studentów i pracowników. Problemem, któremu usilnie starano się zaradzić był brak literatury w języku polskim. Dyrektor Kuntze podjął starania w kierunku uzyskania dla Biblioteki prawa Egzemplarza obowiązkowego co okazało się długotrwałym procesem – zostało to osiągnięte dopiero w 1927 (wcześniej Biblioteka uzyskała prawa do Egzemplarza regionalnego, z terenu dawnego zaboru pruskiego). Starał się on o pozyskanie księgozbioru innych bibliotek regionalnych, instytucjonalnych i szkolnych. Nie udało się wprawdzie dołączyć zbiorów Biblioteki Poznańskiego Towarzystwa Przyjaciół Nauk, jednakże pozyskano np. cenne materiały z Gimnazjum Św. Marii Magdaleny, dawniej z Akademii Lubrańskiego, oraz zbiory ze szkół kaliskich oraz Gimnazjum im. Komeńskiego z Leszna. Niewielkie dofinansowanie ze strony państwa tym bardziej stymulowało energiczne wysiłki dyrektora do pozyskiwania darów od różnych instytucji i osób prywatnych; przysłużyło się do tego zawiązane w 1929 Towarzystwo Przyjaciół Biblioteki Uniwersyteckiej. Jednocześnie w miarę możliwości kupowano materiały od polskich instytucji naukowych i wydawców, starano się też kupować spuścizny prywatne.
Biblioteka Uniwersytecka została otwarta z początkiem nowego roku akademickiego, 1 października 1919. Od początku Biblioteka służyć miała przede wszystkim potrzebom pracowników i studentów uczelni, pracownikom innych placówek nauki i kultury, oraz władzom państwowym i samorządowym, jednakże dopuszczono (co nie było regułą na polskich uniwersytetach) także możliwość korzystania przez inne osoby, za poręczeniem profesora lub za kaucją. Z biblioteki korzystać można było także w soboty (przed południem). Zasady wypożyczania początkowo były dość liberalne (wypożyczano nawet czasopisma, rękopisy oraz książki wydane przed 1800); z czasem doświadczenia powtarzających się zagubień spowodowały stopniowe zaostrzanie rygorów.
Biblioteka Uniwersytecka jako instytucja tworzona była od podstaw, zadania jej odpowiadać musiały bieżącym potrzebom zarówno czytelników, jak i pracowników, zasady dopracowywane były według potrzeb i modyfikowane z upływem czasu. W celu stworzenia polskiej kadry bibliotecznej prowadzono szkolenia i kursy umożliwiające zdobycie uprawnień. Budowano katalog bibliotek seminaryjnych (odpowiednik dzisiejszych wydziałowych). W czasach gdy nie istniały jeszcze komputery i katalogi internetowe, istniała potrzeba drukowania katalogów nabytków. Biblioteka tworzyła własne katalogi nabytków. Podjęto także pracę nad tworzeniem katalogu czasopism zagranicznych bibliotek Poznania. W 1932 Stefan Vrtel-Wierczyński zaproponował publikację Centralnego Katalogu Czasopism Zagranicznych w bibliotekach polskich. Do 1937 kiedy przygotowano tom pierwszy katalogu, biblioteki z całej Rzeczypospolitej nadesłały w tym celu do Poznania ponad 100 kart informacyjnych. W 1937 prof. Vrtel-Wierczyński przeszedł na stanowisko dyrektora Biblioteki Narodowej w Warszawie, zabierając ze sobą projekt – karty i redakcję katalogu. Biblioteka Uniwersytecka przystąpiła także do Centralnego Katalogu Zagranicznej Literatury Obcojęzycznej i Centralnego Katalogu Starych Druków, oraz współtworzyła międzynarodowy katalog Inkunabułów. Oprócz tego, angażowała się w tworzenie bibliografii regionalnej. Pracownicy Biblioteki działali też indywidualnie na polu naukowym, bibliograficznym i popularyzatorskim. Wzięli udział w tworzeniu Związku Bibliotekarzy Polskich, w którym szczególnie aktywny był prof. Vrtel-Wierczyński, który starał się o doprowadzenie do wyodrębnienia bibliotekarzy z grona pracowników administracyjnych i uznanie naukowego charakteru pracy bibliotekarskiej.

### Biblioteka Uniwersytecka podczas II wojny światowej
Podczas II wojny światowej biblioteka została przejęta przez Niemców, od 1941 funkcjonowała jako biblioteka Uniwersytetu Rzeszy w Poznaniu. Wiązało się to z całkowitą reorganizacją, zarówno księgozbioru jak personelu.
Po przerwie wakacyjnej Biblioteka Uniwersytecka otworzyła się 1 września, i szybko zamknęła z powodu bombardowania Poznania na początku II wojny światowej. Opieczętowana przez Gestapo cztery dni po opanowaniu miasta przez Niemców, była zamknięta przez dwa miesiące. 7 października 1939 powołano na jej komisarycznego kierownika dr Alfreda Lattermanna (1894–1945). Pochodzący z Leszna historyk był badaczem relacji polsko-niemieckich, autorem licznych prac, w tym doktoratu na temat powstań śląskich. Kierował do 1926 towarzystwem Historische Gesellschaft für die Provinz Posen i redagował czasopismo Deutsche Wissenschaftliche Zeitschrift für Polen. Był on zatem obeznany z pracą archiwalną i terenem na którym pracował; napisał później na temat swojego okresu pracy w Bibliotece oraz czasu po jego zwolnieniu kilka artykułów. Biblioteka pod nowym kierownictwem rozpoczęła pracę 11 listopada 1939.

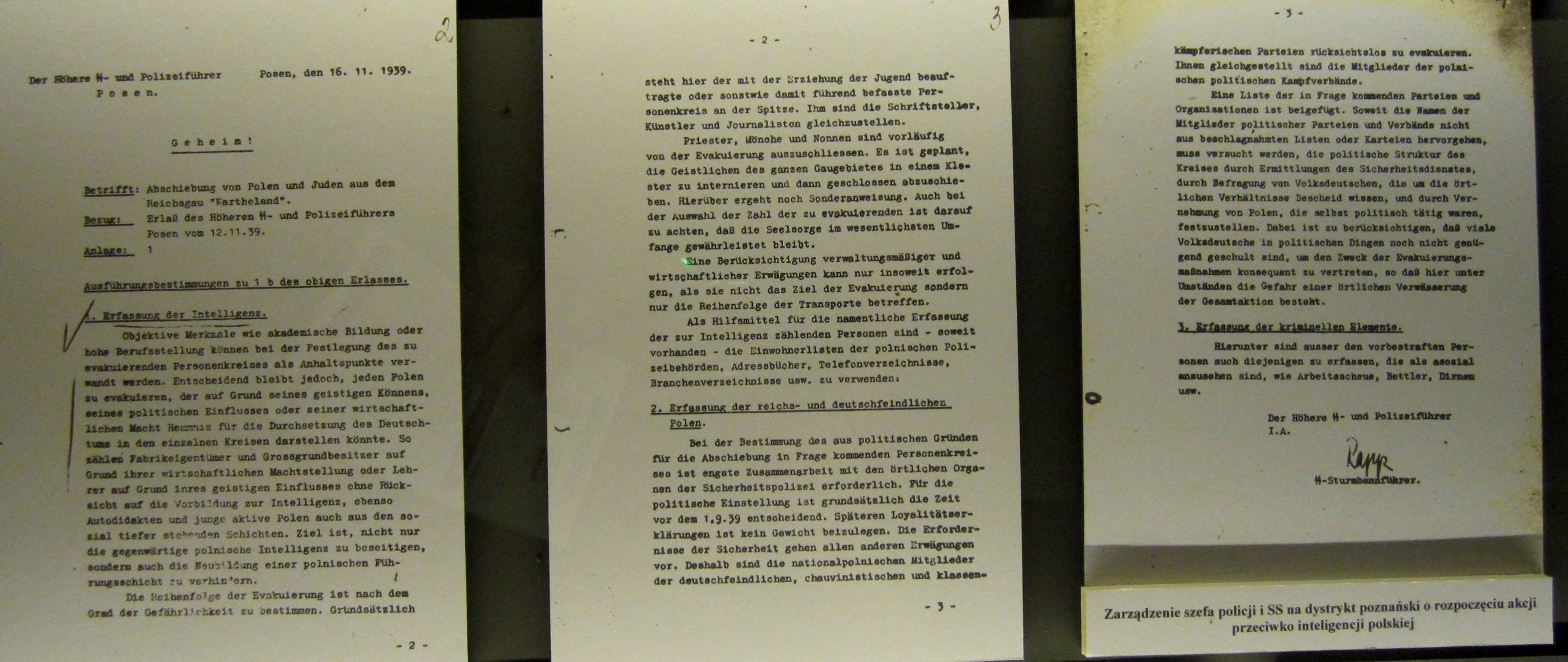
Zarządzenie SS-Poznań Intelligenzaktion

W początkowym okresie, do czasu ustanowienia biblioteki jako Biblioteki Uniwersytetu Rzeszy pod nazwą Staats- und Universitätsbibliothek w kwietniu 1941 pracowała jeszcze grupa 8 polskich pracowników, których nie wywieziono z Warthegau a którym pozwolono wrócić do pracy, stopniowo przesuwając ich na coraz niższe stanowiska, później zdecydowano o zwolnieniu ich, lecz także Volksdeutschów i Niemców Bałtyckich, starając się zatrudnić wyłącznie Reichsdeutschów. Ciągłe zmiany personelu i brak jego wykwalifikowania odbiły się później negatywnie na pracy Biblioteki. Okres pracy w Bibliotece pod rządami dr Lettermanna i ciąg dalszy, którego sam nie był już świadkiem opisywał później dr Jan Baumgart.
Dyrektor Lattermann podjął się reorganizacji biblioteki, co obejmowało nie tylko wprowadzenie informacji dla czytelników wyłącznie w języku niemieckim, lecz także zmiany organizacyjne dostosowujące instytucję do niemieckich wzorów; zaczęto też kupować i pozyskiwać na inne sposoby literaturę niemiecką. Jako jego zastępcę zatrudniono niemieckiego bibliotekarza dr Hansa Moritza Meyera, pracującego dotąd w Poznaniu. Drugim specjalistą z dziedziny bibliotekarstwa zatrudnionym wówczas był Richard Busse pochodzący z Czarnkowa. Był on gorliwym wyznawcą narodowego socjalizmu, a jego działalność wyrządziła zbiorom Biblioteki duże szkody. Uznał on, że należy „za wszelką cenę tworzyć prawdziwie naukową bibliotekę z ducha i przeznaczenia narodowo-socjalistyczną i wszelkie ślady polskości usunąć”; względy historyczne nie miały dla niego znaczenia. 13 grudnia 1939 Artur Greiser, Namiestnik Rzeszy w Kraju Warty wydał rozporządzenie nakazujące zgłaszać biblioteki i księgozbiory polskie publiczne i prywatne dla ich „zabezpieczenia”. Na mocy tegoż zaczęto zwozić do Biblioteki księgozbiory m.in. profesorów Uniwersytetu Poznańskiego. Wykorzystując nieobecność dr Lattermanna w tym czasie, Busse przeznaczył większość z nich na makulaturę. Na mocy powyższego zarządzenia stworzono zbiornicę książek w zamkniętym innym zarządzeniem Greisera Kościele Św. Michała w Poznaniu, później składowano też książki w innych kościołach poznańskich. Zwożono do nich od 5 stycznia 1940 księgozbiory zarówno prywatne, jak instytucjonalne, kierownikiem akcji był dr Jürgen v. Hehn (1912-1983), były współpracownik Instytutu Herdera w Rydze, który po opuszczeniu Poznania zajmował się selekcją i transportem do Niemiec zbiorów wielu innych bibliotek Europy Wschodniej.

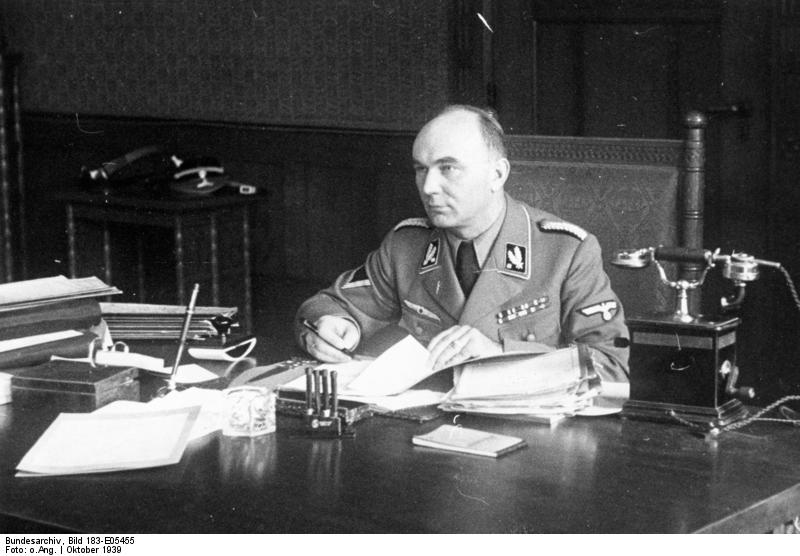
Artur Greiser, Namiestnik Rzeszy w Kraju Warty

W toku akcji poznańskiej zlikwidowano Bibliotekę Poznańskiego Towarzystwa Przyjaciół Nauk (150.000 vol.), Archiwum i Bibliotekę Archidiecezjalną (200.000 wol.), biblioteki seminariów duchownych w Wielkopolsce i inne (także żydowskie). Książki początkowo segregowano radykalnie, odrzucając natychmiast beletrystykę polską, która trafiała na makulaturę. Wiele książek polskich i innych wysłano do bibliotek niemieckich. Interwencja Alfreda Lettermanna prawdopodobnie spowodowała, iż wyszło nowe zarządzenie Greisera, że przewożenie zabezpieczonych książek poza obręb Kraju Warty jest zakazane, książki należy rozdzielić na biblioteki lokalne, w szczególności zaś należy uzupełnić księgozbiór Biblioteki Uniwersyteckiej (nie znaczy to że wysyłania książek do Niemiec zaprzestano, lecz ze zaczęto lepiej uwzględniać potrzeby lokalne). Lattermann i Mayer z dobranymi współpracownikami systematycznie przeglądali zasoby składnic w kościołach i materiały uznane za wartościowe wprowadzano do zbiorów Biblioteki jako dary, a że wtedy notowano ofiarodawców, w odpowiednią rubrykę wpisywano NN. Tylko we wrześniu 1940 roku ze zbiornicy u Św. Michała miano przekazać do centrali 1040 inkunabułów (w tym pochodzących ze zbiorów gnieźnieńskich) oraz przeszło 1100 rękopisów. Biblioteka pozyskała także książki i czasopisma ze zlikwidowanej Biblioteki PTPN, część z tych zbiorów wysłano do bibliotek niemieckich, a wiele uległo zniszczeniu podczas transportu i późniejszych bombardowań. Jesienią 1943 nasiliły się alianckie naloty; aby ochronić najcenniejsze zbiory zaczęto je magazynować w piwnicy oraz wywozić poza Bibliotekę. Starodruki i rękopisy znalazły się w pałacu w Smogulcu, należącym niegdyś do rodziny Hutten-Czapskich a ówcześnie do Reichstiftung fur Deutsche Ostforschung. Na szczęście schowano je w zabezpieczonej oficynie; niestety bogaty księgozbiór Czapskich, który się tam już nie zmieścił, spłonął na początku 1945 gdy żołnierze Armii Czerwonej rozniecili ognisko w pałacu. Również w Poznaniu uległo zniszczeniu wiele materiałów zmagazynowanych w kościołach. Wielki nalot Aliantów na Poznań w Zielone Świątki 29 maja 1944 spowodował zniszczenie około miliona książek zgromadzonych w kościele Św. Michała, który położony był niedaleko koszar niemieckich. Roczniki czasopism wywieziono do składnicy urządzonej w kościele Św. Stanisława na Winiarach, i ucierpiały one bardzo w wyniku walk o pobliską Cytadelę. Działania wojenne niszczyły w tym samym czasie biblioteki Rzeszy, w maju 1944 Niemcy podjęli więc decyzję, że zbiory z Poznania mają odtąd służyć odbudowaniu niemieckich bibliotek naukowych; ze względu na problemy transportowe i wojnę planu tego jednak nie udało się zrealizować.
Zarówno problemy kadrowe i zmiany w organizacji zbiorów, wszystkie wynikające z decyzji politycznych władz Kraju Warty oraz Generalnej Guberni, jak przebieg wojny, spowodowały, że praca Biblioteki podczas wojny była spowolniona. Korzystać z niej mogli tylko Niemcy, ponadto część zbiorów naukowych w języku polskim lub dotyczących relacji niemiecko-polskich została wydzielona i była udostępniana tylko na specjalnych warunkach. Uniwersytet Rzeszy w Poznaniu był nowy i niezbyt duży. Pod koniec wojny odnotowano korzystanie z Biblioteki przez Niemców z Rzeszy, których miasta i uczelnie były jeszcze bardziej zniszczone, jednak z czasem warunki pogarszały się także w „Kraju Warty”. Gdy rozpoczęły się walki o Poznań, Biblioteka została zamknięta dla czytelników. Dyrektor Lattermann wyjechał z Poznania w ostatniej chwili w styczniu 1945; zginął później w walce o Berlin. Bombardowania uszkodziły gmach Biblioteki, jednak większość budynku pozostała nienaruszona. Znacznie większe straty poniosła ona przez zniszczenie części polskich zbiorów, tak intencjonalne, jak i przypadkowe, wynikające z działań wojennych zwłaszcza wobec zbiorów wywiezionych do składnic w zamkniętych kościołach, które były później bombardowane.

### Biblioteka Uniwersytecka 1945-1948

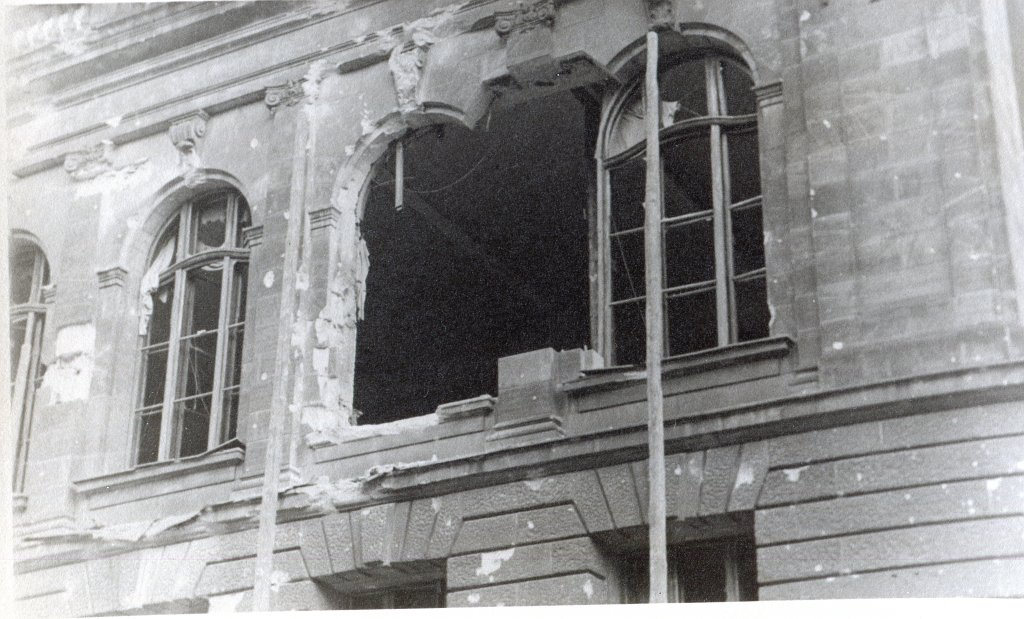
Okna Czytelni Ogólnej BUP w 1945

Po wyzwoleniu Poznania Biblioteka nie była bardzo zniszczona w porównaniu z wieloma innymi w Polsce. Otwarto ją dla czytelników już w marcu 1945, lecz w ograniczonym zakresie (Czytelnię Profesorską i Wypożyczalnię). Choć odradzający się Uniwersytet potrzebował jej bardzo, jednakże nie nadawała się do normalnego użytku: ostrzał artyleryjski zniszczył jej okna i część fasady, instalacja grzewcza popękała i przestała działać co spowodowało, że pierwszej zimy o ile otwierano ją, to tylko na dwie godziny dziennie. Remont był więc pierwszą potrzebą, były jednak inne, a z tych na miejsce naczelne wysunęła się potrzeba zagospodarowania dokumentów zgromadzonych przez Niemców w składnicach – kościołach poznańskich. Materiały owe należało przebrać, i zwrócić w miarę możliwości właścicielom lub przewieźć do budynku na Ratajczaka; praca ta zajmować miała zaangażowanych na nowo polskich bibliotekarzy przez lata. Według Ryszarda Nowickiego, do 1949 roku zwieziono do Biblioteki 1 212 771 tomów, z czego 945 880 oddano instytucjom i osobom prywatnym. Zwrócono w ten sposób materiały Biblioteki PTPN w Poznaniu oraz bibliotek instytucji kościelnych, starano się też zwracać zbiory prywatne w miarę możliwości odnalezienia właścicieli.

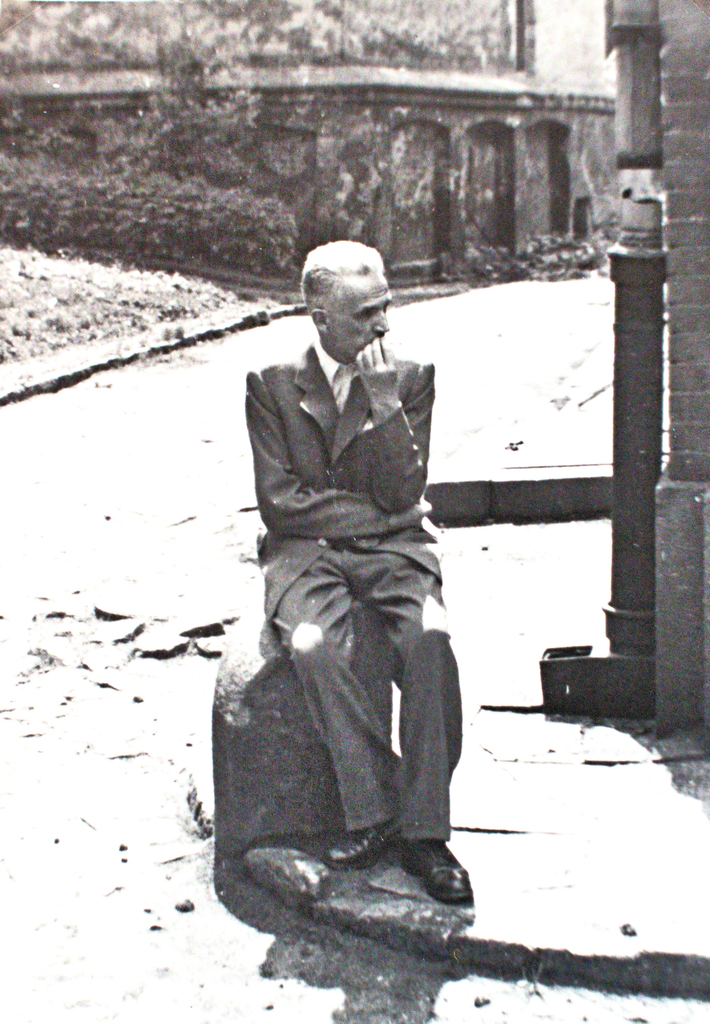
Aleksander Birkenmajer na dziedzińcu Biblioteki Uniwersytetu Poznańskiego w 1945

W marcu 1945 powrócił z wysiedlenia dr Aleksander Birkenmajer, dyrektor od 1939. Rozpoczął remonty, zorganizował pracę, w tym także szkolenia dla nowych pracowników, i usiłował rozbudować Bibliotekę, co jednak z powodów problemów finansowych udało się dopiero jego następcy. Powierzono mu jednak jeszcze inne zadanie – na mocy zarządzenia Ministra Oświaty z 15 lutego 1945 został mianowany okręgowym kierownikiem bibliotecznym dla województw poznańskiego i pomorskiego, odpowiedzialnym za zabezpieczenie i ochronę zbiorów. Funkcja ta miała związek z Ustawą z 6 maja 1945 roku o majątkach opuszczonych i porzuconych. Za „opuszczone” uznano majątki prywatne – naprawdę odebrane ziemianom polskim, którzy w nowym ustroju nie mogli już do nich powrócić. Za „porzucone” – majątki niemieckie, w tym zarówno zagrabione przez najeźdźców w 1939, jak i należące kiedyś do Niemców, którzy po zmianie granic znalazły się na terenie Polski. Oznaczało to ciągłe podróże bibliotekarzy, poszukiwanie i zabezpieczanie materiałów często niewłaściwie przechowywanych, narażonych zarówno na zniszczenie, jak i grabież. Spośród majątków poniemieckich, Biblioteka pozyskała część zbiorów wolnomularskich (a także dotyczących czarów i okultyzmu) zgromadzonych na polecenie Himmlera w Sławie Śląskiej. Cenne materiały owe stały się podstawą kolekcji dzisiejszej Pracowni Zbiorów Masońskich.
Starając się dostosować instytucję do zmieniających się potrzeb Uniwersytetu, w roku 1946 utworzono oddziały merytoryczne pracy Biblioteki: gromadzenia zbiorów, katalogu alfabetycznego, katalogów rzeczowych, zbiorów specjalnych, udostępniania zbiorów, informacyjno-bibliograficzny, magazynów i konserwacji zbiorów, bibliotek instytutów, zespołów katedr oraz wydzielony zespół zajmujący się księgozbiorów PTPN. Pewnym sygnałem powrotu do normalnego funkcjonowania było przywrócenie Bibliotece prawa do otrzymywania egzemplarzy obowiązkowych wszystkich wydawnictw polskich. Regulowało to początkowo rozporządzenie z 1944, później z 1947. Jednocześnie jednak znakiem nowych czasów było stopniowe wprowadzenie politycznej kontroli publikacji. Naczelna Dyrekcja Bibliotek już w 1947 zaczęła domagać się list nabytków zagranicznych, a w 1949 zaprzestano oddawania książek ze zbiorów zabezpieczonych dawnym właścicielom.

## Otwarte projekty cyfrowe
Biblioteka Uniwersytecka jest instytucją partnerską Koalicji Otwartej Edukacji od 2008 roku. Koalicja zrzesza organizacje pozarządowe, instytucje edukacji, kultury, nauki. Naszym celem jest budowanie, promocja i lobbing na rzecz otwartych zasobów naukowych, edukacyjnych rozumianych jako materiały, które są udostępnione w sposób otwarty i gwarantujący odbiorcom powszechne korzystanie, odtwarzanie utworu, poznawanie, stosowania zawartych w nim informacji, wolność redystrybucji i dystrybucji dzieł pochodnych.
Do najstarszych humanistycznych projektów cyfrowych Biblioteki należy uruchomiona 2002 roku Wielkopolska Biblioteka Cyfrowa – system informacyjno-wyszukiwawczy, gromadzący i udostępniający zbiory zasobów cyfrowych (dokumenty zdigitalizowane i oryginalne dokumenty cyfrowe). Jest inicjatywą poznańskich bibliotek naukowych i publicznych powołaną w celu zachowania dziedzictwa kulturowego dla współczesnych i przyszłych pokoleń poprzez długoterminową archiwizację obiektów w postaci cyfrowej przez digitalizację zbiorów i ich upowszechnianie i zapewnianie nieograniczonego dostępu z każdego miejsca na świecie. Zbiory WBC są indeksowane przez Europeanę – europejską bibliotekę cyfrową oraz Federację Bibliotek Cyfrowych, która agreguje zasoby wszystkich polskich bibliotek cyfrowych.
Otwarty dostęp do wiedzy rozwija się dzięki nowoczesnym platformom cyfrowym udostępniającym wyniki badań naukowych. W 2010 r. powstało w Bibliotece Uniwersyteckiej jako pierwsze w kraju, repozytorium instytucjonalne AMUR. Repozytorium służy pracownikom naukowym UAM do umieszczania swoich publikacji na platformie w celu bezpłatnego udostępnienia. Deponowanie dorobku w repozytorium wpływa na widoczność dorobku naukowego. W światowym rankingu The Ranking Web of World Repositories w 2013 roku znalazło się wśród 300 najlepszych repozytoriów na świecie, zajmując 220. miejsce i 1. miejsce wśród polskich repozytoriów, a dwa lata później zajęło 155. miejsce.
W 2015 roku uruchomiono w Bibliotece Uniwersyteckiej platformę PRESSto – platformę wydawniczą otwartych czasopism wydawanych na UAM. Wszystkie artykuły z czasopism znajdujących się na platformie PRESSto są recenzowane i otwarte w sieci na podstawie licencji Creative Commons. Celem platformy jest wzrost prestiżu Uczelni na arenie międzynarodowej poprzez zaprezentowanie potencjału wydawniczego recenzowanych czasopism i szerokie upowszechnianie publikowanych w nich treści naukowych.
Od 2020 roku Biblioteka Uniwersytecka odpowiada za administrowanie i funkcjonowanie Bazy Wiedzy UAM w celu usprawnienia procesu zarządzania wiedzą na Uczelni, czyli ewidencjonowania, archiwizowania i upowszechniania efektów działalności naukowo-badawczej oraz dokumentowania osiągnięć zawodowych pracowników i doktorantów Uniwersytetu im. Adama Mickiewicza w Poznaniu z wszystkich rozwijanych na UAM dyscyplin nauki. Baza Wiedzy UAM jako rozwiązanie Current Research Information System (CRIS) funkcjonuje w ramach oprogramowania Omega-Psir.

## Działalność wydawnicza
Rocznik „Biblioteka” (ISSN 1506-3615) – wydawany jest od 1997 r. Obecna edycja jest kontynuacją czasopisma pod tym samym tytułem, ukazującego się w latach 1960–1970, redagowanego przez pracowników Biblioteki Uniwersyteckiej w Poznaniu i wychodzącego w ramach Zeszytów Naukowych Uniwersytetu im. Adama Mickiewicza. Rocznik „Biblioteka” jest czasopismem naukowym o charakterze ogólnopolskim, którego celem jest prezentacja badań naukowych z zakresu współczesnego bibliotekarstwa, bibliologii, informacji naukowej i dokumentacji oraz prasoznawstwa, historii bibliotek, dziejów książki i zbiorów bibliotecznych. Od 2004 r. jest czasopismem recenzowanym. Jej odbiorcami są przede wszystkim pracownicy bibliotek akademickich, bibliotekarze zatrudnieni w większych bibliotekach publicznych, pracownicy i studenci instytutów informacji naukowej i bibliotekoznawstwa, a także inni zainteresowani. Od początku ukazywania się nowej edycji „Biblioteki” (1997) redaktorem naczelnym rocznika był dr hab. Artur Jazdon, a sekretarzem redakcji dr Aldona Chachlikowska. Od roku 2020 funkcje te pełnią: dr Małgorzata Dąbrowicz (redaktor naczelny) i mgr Justyna Łopaczyk (sekretarz redakcji). Dostęp do pełnych tekstów czasopisma z lat 1960–1970 i 1997-2008 znajduje się w Wielkopolskiej Bibliotece Cyfrowej. Zawartość roczników 1997-2017 czasopisma jest dostępna w bazie Muzeum Historii Polski BazHum oraz w Directory of Open Access Journals, a od 2007 roku – w uniwersyteckim repozytorium AMUR i na platformie PRESSto. Rocznik jest indeksowany w bazie ICI Journals Master List.
Pozostałe najważniejsze wydawnictwa Biblioteki to:
- Seria Prace Biblioteki Uniwersyteckiej
- Libri librorum: Bibliotheca paleotyporum in lingua Polonica impressorum oraz Eximiorum Poloniae librorum bibliotheca,
- Diariusze staropolskie
- „Zeszyty Komiksowe”

Od 1996 roku biblioteka organizuje Poznański Przegląd Książki Naukowej - wystawę, której celem jest prezentacja wyboru książek naukowych wydanych w Poznaniu w poprzednim roku kalendarzowym.

## Działalność kulturotwórcza

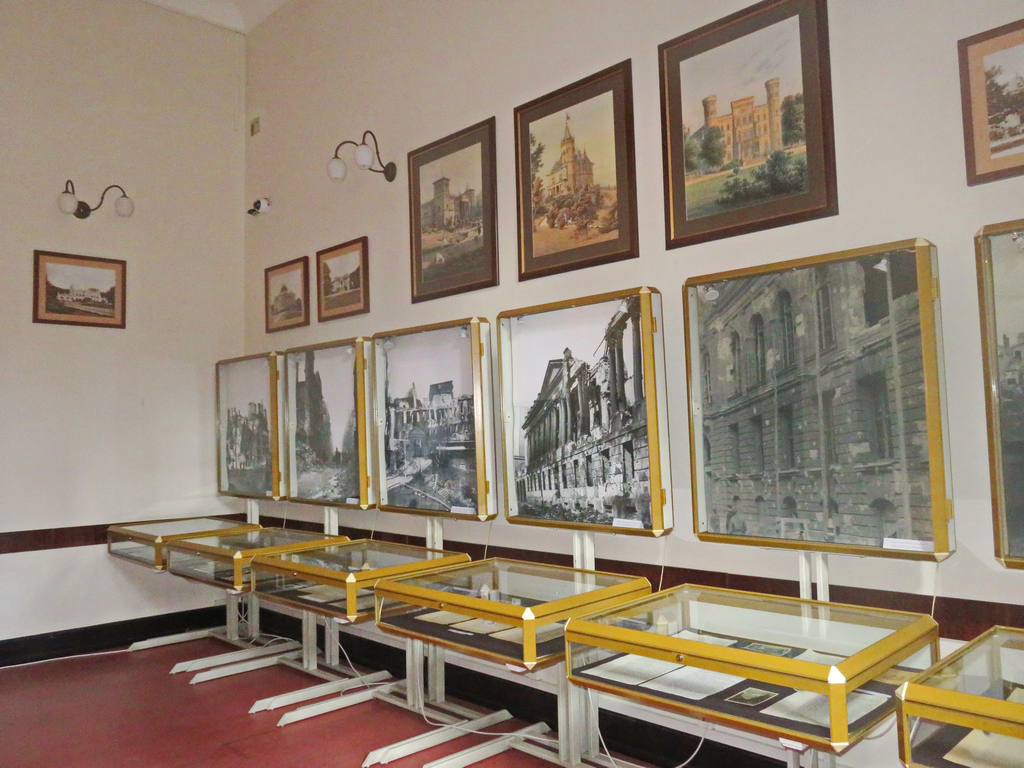
Hol Biblioteki Uniwersyteckiej

Realizując społeczną misję Uniwersytetu, biblioteka prowadzi działalność kulturotwórczą. Aktywnie włącza się w organizowanie wydarzeń na rzecz promocji nauki i jej wyników, literatury, czytelnictwa i sztuki. Od 2015 roku posiada kameralne wnętrze – Galerię BUP, które jest miejscem prezentacji artystów. Jest to przestrzeń koegzystencji i twórczego dialogu nauki i sztuki – słowa i obrazu. Wydarzenia odbywające się w Bibliotece mają dwojaki charakter: imprez cyklicznych związanych często z wydarzeniami ogólnopolskimi czy uczelnianych, a także imprez jednorazowych. W rezultacie propozycji i w odpowiedzi na oczekiwania płynące z otoczenia wydzielono kolekcje liberatury oraz komiksów.
Nova. Czytelnia Komiksów i Gazet jest miejscem, w której odbywa się wiele wydarzeń komiksowych i wykładów. Powstały w Bibliotece nowe wydarzenia, takie jak: Dzień Darmowego Komiksu, Comics Wars, 24 -godzinne rysowanie komiksów. Powołano Obwoźną Czytelnię Komiksów, w ramach której prezentuje się część zbiorów na festiwalach komiksowych, literackich i fantastycznych na terenie kraju (m.in. Międzynarodowy Festiwal Komiksu i Gier w Łodzi, Festiwal Fantastyki Pyrkon w Poznaniu, Targi Komiksu w Warszawie). Czytelnia gościła w kilkudziesięciu szkołach nie tylko Wielkopolski w ramach projektu realizowanego z Fundacją Instytut Kultury Popularnej „W poszukiwaniu superbohaterów – polski komiks w służbie edukacji kulturalnej”. Impulsem do powstania Poznańskiej Dyskusyjnej Akademii Komiksu, czyli cyklicznych spotkań twórców i badaczy były obserwacje podczas zorganizowanego w 2010 roku Międzynarodowego Festiwalu Kultury Komiksowej „Ligatura”. Akademia realizuje założenie stworzenia środowiska badaczy tego zjawiska kulturowego, społecznego i artystycznego, a jej prace koordynuje ogólnopolska rada naukowa.

## Dyrektorzy Biblioteki Uniwersyteckiej w Poznaniu
- Edward Kuntze (1919-1927)
- Stefan Vrtel-Wierczyński (1927-1937,1948-50)
- Aleksander Birkenmajer (1939,1945-1947)
- Zofia Lubina Kawecka (1950-1958)
- Stanisław Kubiak (1959-1980)
- Zdzisław Szkutnik (1981-1992)
- Artur Jazdon (1992 – 2 VII 2017)
- Małgorzata Dąbrowicz (od 2 VII 2017)